# Nectosaurus
Nectosaurus es un género extinto de reptil diápsido marino que vivó a finales del período Triásico en lo que actualmente es California, en Estados Unidos. La especie tipo es N. halinus, descrita por John C. Merriam en 1905. Un análisis publicado en 2002 sobre Nectosaurus lo clasificó como un talatosaurio, un grupo de reptiles marinos que vivieron durante el Triásico.